# Miękinia (Neder-Silezië)
Miękinia (Duits: Nimkau) is een dorp in het Poolse woiwodschap Neder-Silezië, in het district Średzki (Neder-Silezië). De plaats maakt deel uit van de gemeente Miękinia en telt 1600 inwoners.